# 外江町
外江町（とのえちょう）は、鳥取県境港市の町名。郵便番号は684-0071。

## 地理
市の北西端に位置し、北は境水道、西は中海に面する。

## 歴史
外江村は戦国期に見える村名である。近世外江村は江戸期から1889年の村名で、伯耆国会見郡のうち鳥取藩領。幕末期に東・西外江村に分村し、1888年に再び合併する。1871年に鳥取県、1876年に島根県、1881年に再び鳥取県に所属。
近代外江村は1889年から1947年の自治体名で、はじめ会見郡、1896年からは西伯郡に所属。
近代外江町は1947年から1954年の自治体名。1954年、西伯郡境港町の町名となる。1956年から境港市の町名となる。

## 人口
世帯数・人口は1975年、1553・5499。

## 行政・政治
村長・町長、助役、収入役、議員は以下の通り。

### 村長
| 歴代 | 氏名       | 就任年月日             | 退任年月日             |
| ---- | ---------- | ---------------------- | ---------------------- |
| 初代 | 小徳健順   | 1889年（明治22年）12月 | 1896年（明治29年）3月  |
| 2    | 遠藤茂信   | 1896年（明治29年）4月  | 1898年（明治31年）5月  |
| 3    | 南家治平   | 1898年（明治31年）5月  | 1899年（明治32年）4月  |
| 4    | 足立長重   | 1899年（明治32年）4月  | 1902年（明治35年）4月  |
| 5    | 柏木良吉   | 1902年（明治35年）5月  | 1902年（明治35年）7月  |
| 6    | 原萬種     | 1902年（明治35年）11月 | 1905年（明治38年）2月  |
| 7    | 足立長義   | 1906年（明治39年）3月  | 1907年（明治40年）8月  |
| 8    | 古徳勇太郎 | 1907年（明治40年）10月 | 1908年（明治41年）2月  |
| 9    | 永田堅太郎 | 1908年（明治41年）11月 | 1916年（大正5年）11月  |
| 10   | 高木茂長   | 1917年（大正6年）3月   | 1921年（大正10年）3月  |
| 11   | 遠藤増衛   | 1921年（大正10年）4月  | 1928年（昭和3年）11月  |
| 12   | 遠藤健治   | 1928年（昭和3年）11月  | 1936年（昭和11年）11月 |
| 13   | 古徳安治   | 1936年（昭和11年）12月 | 1940年（昭和15年）12月 |
| 14   | 南家保孝   | 1940年（昭和15年）12月 | 1944年（昭和19年）12月 |
| 15   | 古濱厳     | 1945年（昭和20年）3月  | 1946年（昭和21年）11月 |
| 16   | 早川教定   | 1947年（昭和22年）4月  | 1949年（昭和24年）3月  |

### 町長
| 歴代 | 氏名     | 就任年月日            | 退任年月日            |
| ---- | -------- | --------------------- | --------------------- |
| 初代 | 早川教定 | 1947年（昭和22年）4月 | 1949年（昭和24年）3月 |
| 2    | 高梨光栄 | 1949年（昭和24年）4月 | 1954年（昭和29年）8月 |

### 助役
- 浜田善九郎 1889年12月 - 1893年5月
- 遠藤茂信 1894年1月 - 1896年4月
- 足立藤禄[6] 1896年6月 - 1897年5月
- 南家治平 1897年7月 - 1898年5月
- 竹内周三郎 1898年6月 - 1899年2月
- 足立藤禄 1899年3月 - 1900年3月
- 南家治平 1900年4月 - 1901年3月
- 柏木良吉 1901年4月 - 1902年5月
- 南家治平 1902年6月 - 1902年7月
- 浜田善九郎 1902年11月 - 1909年7月
- 柏木猪平 1910年1月 - 1914年1月
- 足立長泰[5] 1914年6月 - 1916年12月
- 南家治平 1917年5月 - 1921年5月
- 遠藤亀一郎 1921年12月 - 1922年8月
- 遠藤健治 1922年9月 - 1928年11月
- 足立亭 1928年11月 - 1932年2月
- 古徳安治 1932年2月 - 1936年12月
- 竹内周三郎 1936年12月 - 1940年12月
- 浜田幸吉 1944年12月 - 1947年4月
- 中村文平 1947年4月 - 1954年8月

### 収入役
- 足立長泰 1893年12月 - 1897年12月
- 吉田三太郎 1897年12月 - 1903年4月
- 遠藤作平 1903年4月 - 1906年4月
- 遠藤栄松 1906年5月 - 1907年11月
- 浜田仙次郎 1907年11月 - 1911年11月
- 高梨長寿[5] 1911年11月 - 1939年11月
- 浜田幸吉 1939年11月 - 1944年12月
- 浜田由市 1944年12月 - 1947年4月
- 浜田幸吉 1947年4月 - 1954年8月

### 議員
- 1889年 - 遠藤茂信、南家治平、足立長重、西澤幸造、足立藤禄、竹内周三郎、竹内平十郎、吉田才三郎、遠藤貞五郎、原伴四郎、遠藤幸七、榧野弥三七、柏木良吉、浜田治左衛門
- 1892年 - 遠藤茂信、足立長重、西澤幸造、足立藤禄、原伴四郎、竹内平十郎、浜田善九郎、浜田周蔵、原萬種、小徳健順、竹内乕次郎
- 1895年 - 南家治平、柏木良吉、竹内周三郎、吉田才三郎、浜田武平、足立曻一、榧野勝次郎
- 1913年 - 柏木良吉、足立長義、南家治平、浜田嘉三郎、古徳熊太郎、古徳勇太郎、浜田定一郎、佐々木福太郎、足立長泰、竹内周三郎、原萬種、浜田庄松、藪内熊市、竹内平十郎[5]
- 1917年 - 柏木熊重、南家治平、浜田嘉三郎、足立長義、古徳勇太郎、足立長泰、遠藤亀一郎、高梨常蔵、原萬種、竹内周三郎、小徳好松、古徳熊太郎、遠藤花次郎、浜田庄松、浜田新市郎、遠藤作平
- 1921年 - 足立長義、南家保孝、南家善重、竹内周三郎、柏木好太郎、小徳松蔵、浜田庄松、遠藤亀一郎、藪内熊市、足立長泰、面谷兵太郎、遠藤花次郎、原新市、原正次
- 1925年 - 南家保孝、排藤茂郷、榧野熊造、三宅竹次、柏木好太郎、南家善重、竹内周三郎、面谷兵太郎、小徳政徳、古徳安治、原正次、原新市、足立長泰、遠藤菊松
- 1929年 - 竹内周三郎、柏木茂順、浜田茂司、足立亭、南家保孝、排藤茂郷、古徳安治、竹内太郎、遠藤菊松、香川己市、浜田幸吉、遠藤延寿、浜田栄太郎、面谷兵太郎、三宅竹次
- 1933年 - 竹内美登、古徳安治、三宅義良、竹内周三郎、三宅竹次、古徳義延、南家保孝、柏木政善、竹内平十郎、遠藤政義、浜田茂司、足立亭、遠藤延寿、排藤茂郷
- 1937年 - 南家保孝、竹内周三郎、浜田茂福、竹内美登、高梨光栄、排藤茂郷、高梨久市、遠藤健治、遠藤政義、竹内平十郎、遠藤延寿、浜田幸吉、浜田茂司、榧野茂作、佐々木房吉
- 1942年 - 浜田竹治、古浜厳、竹内乙市、寺本米重、藪内定栄、南家清一、遠藤秀昌、柏木茂福、浜田美房、竹内善一郎、高梨光栄、竹内一雄、早川教定、遠藤鹿造
- 1947年 - 渡辺一雄、大黒光治、浜田正一、浜田茂福、竹内歳昭、浜田増太郎、藪内友栄、遠藤秀昌、遠藤延寿、排藤茂郷、榧野茂作、柏木善治、高梨光栄、高梨繁雄、高梨菊義、松本幸治、香川秀雄、門脇武顕、道田利栄、浜田義太郎、古徳倉政、足田重利、松本信雄、古徳高徳、榧野俊春、浜田実、榧野明
- 1951年 - 榧野竹頼、浜田義太郎、浜田実、浜田政徳、浜田増太郎、古徳高徳、香川秀雄、足田重利、遠藤高義、松本信雄、松本幸治、柏木清成、遠藤秀昌、排藤茂郷、遠藤延寿、高梨繁雄、榧野茂作

## 経済

### 産業
1917年に出版された『陰陽八郡郡勢一斑』によると「外江村は商工業旺盛の地である」という。かつて存在した商工業者は、製糸工場経営の足立、雑貨、履物の安藤、造船の石橋兼松、米穀の古徳、小間物、雑貨の佐々木、質、貸付の佐々木、雑貨金物、米穀荒物の佐々木、金物セメントの佐々木、製糸繭問屋、薬種屑屋の竹内、繭糸の竹内、繭の竹内、呉服の竹内、製糸の竹内、サナギ、サナギ油の南家、貸金貸付の南家、副蚕糸の南家清一、製糸繭糸製紙原料の南家、刻鯣機械の浜田、練炭製造の浜田、請負の三宅、小間物の三好、呉服繭糸の藪内などがいた。
店・企業
- 境港外江郵便局、境港外江東簡易郵便局（日本郵政グループ）
- セコム境港事務所
- ネッツトヨタ鳥取境港店
- はいとう呉服店
- スーパードラッグひまわり境港店
- スーパーホームセンターいない 境港店

かつて存在した企業
- 南家商事（メリヤス製品縫製）[10]

### 地主
『西伯之資力 大正11年10月調』によると、地主は浜田、南家、足立、古徳などがいた。

## 地域

### 教育
- 境港市立第三中学校
- 境港市立外江小学校

### 健康
医療機関
- つのだ内科・循環器内科クリニック[12]

かつて存在した医師
- 医師は藪内定栄（外科一般、楽生堂医院）[13]、三宅享（三宅医院[13]、三宅家の8代目）、三宅俊一郎（三宅家の9代目）などがいた。

### 相談
- 片岡和叫喜税理士事務所
- 税理士法人 松本会計事務所

### 施設
宗教
- 白尾神社
- 西灘神社
- 補岩寺（曹洞宗）[14]
- 妙立寺（日蓮宗）
- 天理教外江分教会

## 出身人物
- 足立倫行（ノンフィクション作家）
- 遠藤光徳（鋳物諸工具製造業、坂口合名会社支配人、鳥取県議会議員、米子市議会議長、米子商工会議所会頭、米子市名誉市民）
- 高梨乙松（弁護士、衆議院議員）
- 南家恭一（南家商事社長、境港商工会議所副会頭）